# 솔 후피
솔 후피(Sol Hoʻopiʻi, 본명: Solomon Hoʻopiʻi Kaʻaiʻai, 1902년 ~ 1953년 11월 16일)는 하와이의 기타리스트이다.
스틸 기타의 테크니션으로서 매우 유명하다. 중국과 하와이의 피를 이어받아 호놀룰루에서 태어났다.  솔 K. 브라이트와 함께 M. K. 모케에게 스틸을 사사하고 그 후의 연주에 커다란 영향을 받았다.  그의 이름이 유명해진 것은 컬럼비아 레코드에 취입하면서부터이며, 1929년의 일이다. 그이 특징은 담백한 파르세트(假聲)와 적확한 리듬, 놀라운 핑거 워크에 있다. 그러나 그의 전성시대는 1945년 이전의 SP시대이며, 그 후는 지나친 음주 등으로 당뇨병에 걸려 시애틀에서 사망하였다. 그러나 제1기 황금시대를 쌓은 스타로서 많은 하와이언 팬을 획득한 공적은 무시할 수 없다.  <하와이언 허니문>, <버리면 싫어> 등의 작품이 있다.

## 디스코그래피
78 RPM singles
Brunswick Sessions 1933-34
- Hula Girls - Brunswick 6768
- King Kamehameha - Brunswick 6873
- Ten Tiny Toes, One Baby Nose - Brunswick 6687
- King's Serenade - Brunswick 6950

Decca Sessions 1938
- Twilight Blues - Decca 2560
- Stack O' Lee - Decca 2241
- Fascinatin' Rhythm - Decca 2280
- Farewell Blues - Decca 2241

Compilation CD
- Sol Hoʻopiʻi in Hollywood Grass Skirt

## 같이 보기
- 하와이 음악
- 앤디 아이오나